# Oscar Swahn
Oscar Gomer Swahn (Tanum, 20 ottobre 1847 – Stoccolma, 1º maggio 1927) è stato un tiratore a segno svedese, tre volte campione olimpico nel tiro.

## Carriera
È stato l'atleta più anziano a vincere una medaglia d'oro alle olimpiadi (Stoccolma 1912) all'età di 64 anni e l'atleta più anziano a partecipare ad un'olimpiade (Anversa 1920) all'età di 72 anni, dove vinse anche un argento.

## Palmarès
- Oro: Londra 1908 - Bersaglio mobile colpo singolo
- Oro: Londra 1908 - Bersaglio mobile colpo singolo a squadre
- Oro: Stoccolma 1912 - Bersaglio mobile colpo singolo 100m a squadre
- Argento: Anversa 1920 - Bersaglio mobile colpo doppio 100m a squadre
- Bronzo: Londra 1908 - Bersaglio mobile colpo doppio
- Bronzo: Stoccolma 1912 - Bersaglio mobile colpo doppio 100m